# Algische talen

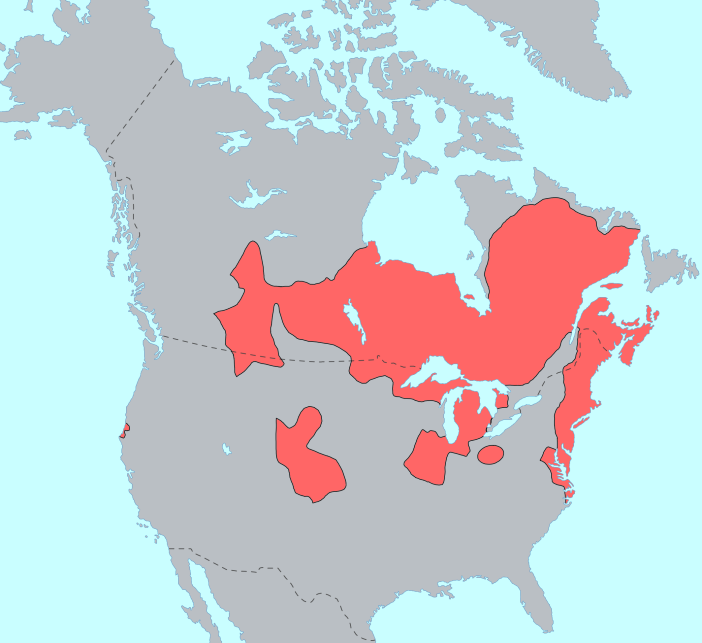
Het Algische taalgebied voor de komst van de Europeanen

De Algische of Algonkian-Wiyot-Yurok taalfamilie is een indiaanse taalfamilie uit Noord-Amerika. Algische talen worden gesproken door verschillende indiaanse volkeren in Canada, de Verenigde Staten en Mexico.
De Algische taalfamilie is onder te delen in drie subfamilies: de Algonkische talen, het Yurok en het Wiyot. Het Yurok heeft slechts enkele tientallen sprekers in Californië en Wiyot (eveneens uit Californië) is zelfs al uitgestorven. De Algonkische talen zijn met afstand de grootste tak van deze familie. Deze subfamilie telt samen meer dan 100.000 sprekers, en omvat bekende talen als het Lenni-Lenape (Delaware), Ayisiniwak (Cree), Anishinaabe Ojibweg, Omaamiwininiwak (Algonkin), Giiwigaabaw (Kickapoo), Meskwaki (Fox), Inuna-Ina (Arapaho) en Tsitsistas (Cheyenne). Algisch is verder de meest waarschijnlijke taalfamilie waaronder het Beothuk valt, de taal die werd gesproken door de oorspronkelijke bewoners van Newfoundland. Daar het Beothuk in de 19e eeuw is uitgestorven en er zeer weinig materiaal is overgebleven, is dat echter niet met zekerheid vast te stellen.
De Algische taalfamilie werd voor het eerst voorgesteld door Edward Sapir, een specialist op het gebied van indiaanse talen, toen hij de verwantschap tussen Wiyot en Yurok enerzijds en de Algonkische talen anderzijds ontdekte, en werd later bevestigd door Mary Haas. Over de sterkte van de verwantschap tussen Wiyot en Yurok is nog controverse, sommige taalkundigen voegen deze talen samen in een subfamilie, het 'Ritwan', terwijl anderen deze visie bestrijden.